# Walter Raissig

Walter Raissig

Walter Raissig (* 28. März 1910 in Bolligen; † 23. Januar 1987 in Kilchberg, reformiert, heimatberechtigt in Bolligen sowie Horgen) war ein Schweizer Politiker (FDP). 

## Biografie
Walter Raissig kam am 28. März 1910 in Bolligen als Sohn des Ernst Raissig und der Rosa geborene Bircher zur Welt. Raissig widmete sich einem Studium der Rechte in Bern und Paris, das er mit der 1935 Promotion an der Universität Bern abschloss.
In der Folge war Raissig als Rechtsanwalt tätig. Dazu wirkte er 1937 als Redakteur der "Schweizerischen Wirte-Zeitung" in Zürich, ab 1943 als Leiter der Rechtshilfeabteilung des Hauseigentümerverbands Zürich und schliesslich von 1948 bis 1975 als Zentralsekretär des Schweizerischen Hauseigentümerverbands.
Walter Raissig war in erster Ehe mit Bertha geborene Mühlebach, in zweiter Ehe mit Berta Frida geborene Schwörer verheiratet. Er verstarb am 23. Januar 1987 zwei Monate vor Vollendung seines 77. Lebensjahres in Kilchberg.

## Politischer Werdegang
Die politische Karriere von Walter Raissig, des Mitglieds der Freisinnig-Demokratischen Partei, begann mit seiner 1955 erfolgten Wahl in den Zürcher Kantonsrat, dem er bis 1969 angehörte. Darüber hinaus nahm er für den Kanton in den Jahren 1961 bis 1975 Einsitz in den Nationalrat.
Als Verbandspolitiker galt sein Engagement der Erhaltung der liberalen Staats- und Wirtschaftsordnung. Zudem veröffentlichte er diverse Beiträge zur schweizerischen Wohnwirtschaft sowie zum Bau- und Nachbarrecht.